# Cisalpinisme
Cisalpinisme (derivat «d'aquest costat de les muntanyes») va ser un moviment entre els catòlics romans anglesos, que argumentava que el catolicisme havia de respectar l'autoritat suprema del papa, mentre que no es basés en el seu domini. De fet el cisalpinisme es podia comparar com la forma anglesa del gal·licanisme, tots dos moviments defensaven la no-intervenció de l'Església en tot el que fa referència als assumptes civils que corresponien únicament a l'Estat, i també defensaven la independència de l'Església de la submissió a l'Estat en la qüestió religiosa.
Aquesta visió tradicionalista però no autoritària del catolicisme era un fet comú a la fi del segle xviii i principis del XIX i destacava la dimensió anglesa i romana de l'Església Catòlica Romana a Anglaterra. Aquest punt de vista sostenia que la lleialtat a la corona anglesa no era incompatible amb la lleialtat al papa. El cisalpinismo va cercar allotjament de l'església catòlica romana anglesa dintre de l'estat protestant en el segle xviii, quan les lleis penals que perseguien a l'església catòlica encara estaven en actiu en el lloc. L'any 1782 trenta laics catòlics es van reunir per escollir un «Comitè Catòlic» compost per cinc persones.

Segons Maude D. Petre: 
| «                   | El cisalpinismo, malgrat el que podrien dir els seus adversaris, els ultramuntans, va ser un dels millors testimonis sobre el valor del papat, perquè combinava la fe i la lleialtat amb la crítica i la independència de judici; el cisalpinismo creia que el papat era una institució santa i essencial per a la unitat de l'Església malgrat els vicis i faltes de les persones que la representessin. | » |
| — M.D. Prete (1928) | |   |